# Becurile de la Dendera

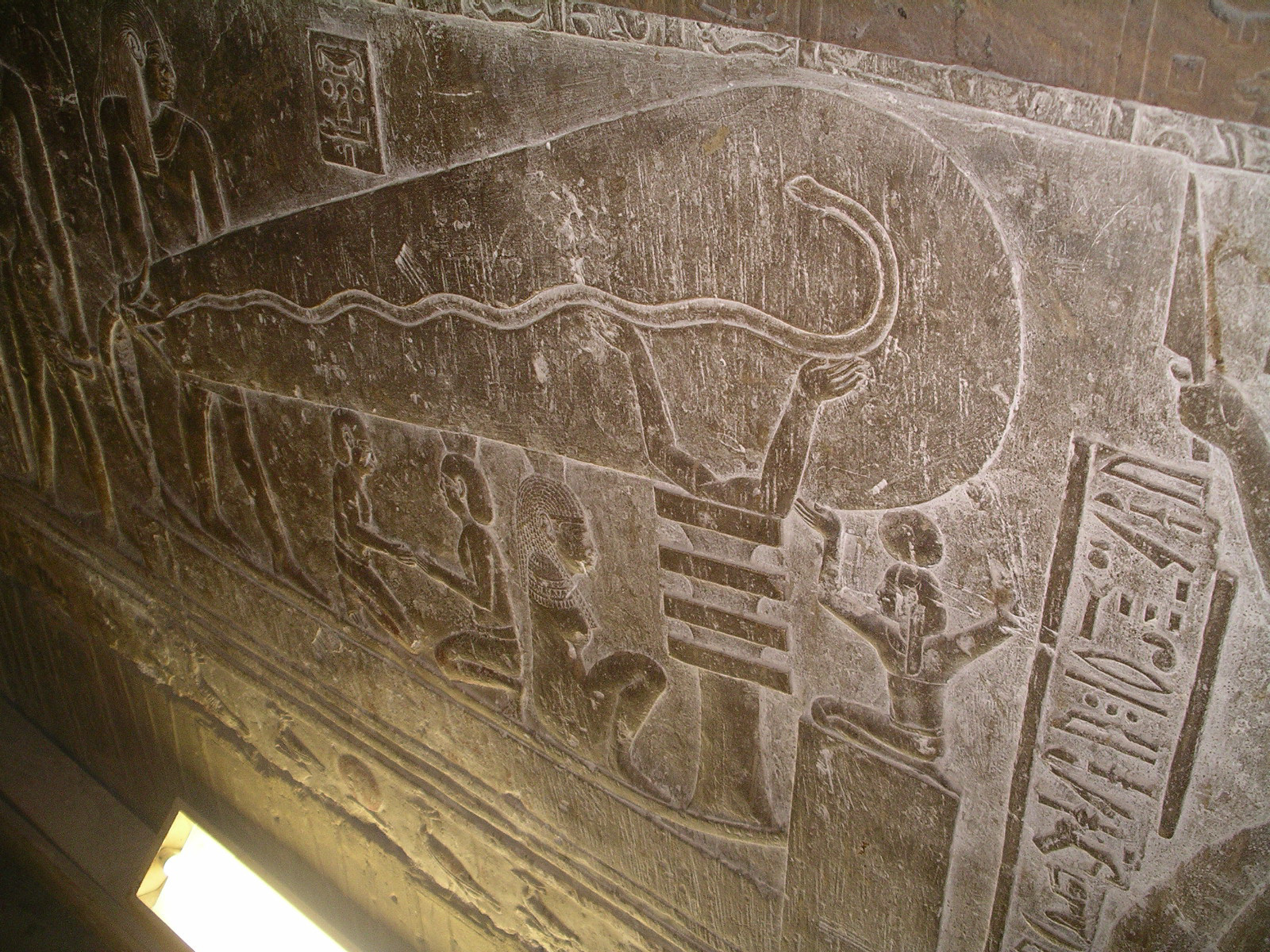
Un basorelief de la Dendera unde apare un presupus bec electric

Becurile de la Dendera este un termen utilizat pentru a descrie o presupusă tehnologie antică egipteană a unor becuri electrice reprezentate pe trei basoreliefuri din piatră în templul lui Hathor din cadrul complexului Dendera, Egipt. Sculptura a devenit notabilă din cauza asemănării cu sistemele moderne de iluminat electric.
Egiptologii consideră că reprezintă doar imagini simbolice din mitologia egipteană.

## Interpretări

### Interpretări standard
Părerea egiptologilor este că relieful este o reprezentare mitologică a unui pilon djed și a unei flori de lotus, în care se află un șarpe, reprezentând astfel aspecte din mitologia egipteană. Pilonul Djed este un simbol de stabilitate, care este interpretat și ca coloana vertebrală a zeului Osiris. În sculpturi cele patru linii orizontale care formează baza superioară a djed-ului sunt completate de brațe umane întinse, ca și cum pilonul djed ar fi o coloană vertebrală. Brațele țin șarpele în floarea de lotus. Șerpii care ies din lotus simbolizează fertilitatea, subiect legat de inundațiile anuale ale Nilului.

### Interpretări pseudoștiințifice
În contrast cu interpretarea standard, există o ipoteză conform căreia egiptenii antici aveau cunoștințe despre electricitate, ipoteză bazată pe comparația imaginilor de pe basoreliefurile de la Dendera cu alte dispozitive similare moderne (cum ar fi tuburile Geissler, tuburi Crookes sau lămpile cu arc).
Susținătorii acestei interpretări au folosit, de asemenea, un text tradus astfel: stâlpi înalți acoperiți cu plăci de cupru. Dr. Bolko Stern a explicat în detaliu că nu există nicio dovadă că egiptenii foloseau energia electrică, iar această descriere nu este o instalație tehnică ci se referă la magie. 
O teorie susține că iluminarea piramidelor și a altor monumente egiptene se făcea cu lumină solară reflectată din exterior, folosindu-se oglinzi de cupru. Georgio A. Tsoukalos comentează folosirea oglinzilor de cupru la iluminarea piramidelor, idee care apare și în filmul din 1999 Mumia: după trei-patru cotituri, intensitatea luminii soarelui slăbește și coridoarele rămân întunecate, oglinzile nemaiavând puterea să propage lumina (minutul 66). Peter Krassa și Rainer Habeck au emis ipoteza că piramidele erau luminate la interior cu curent electric.
Georgio A. Tsoukalos mai afirmă că nu există suficient oxigen în interiorul acelor construcții egiptene pentru a susține arderea unor torțe, iar urmele de fum nu se observă nicăieri.
| “ | Odată eram în camera faraonului din Marea Piramidă de la Gizeh, când cineva a încercat să aprindă o lumină, însă imediat ne-am trezit într-un întuneric total. Eu am scos bricheta din rucsac și am încercat s-o aprind, dar n-a funcționat. -Georgio A. Tsoukalos - Ancient Aliens: Chariots, Gods & Beyond (min. 67). | ” |

## Galerie

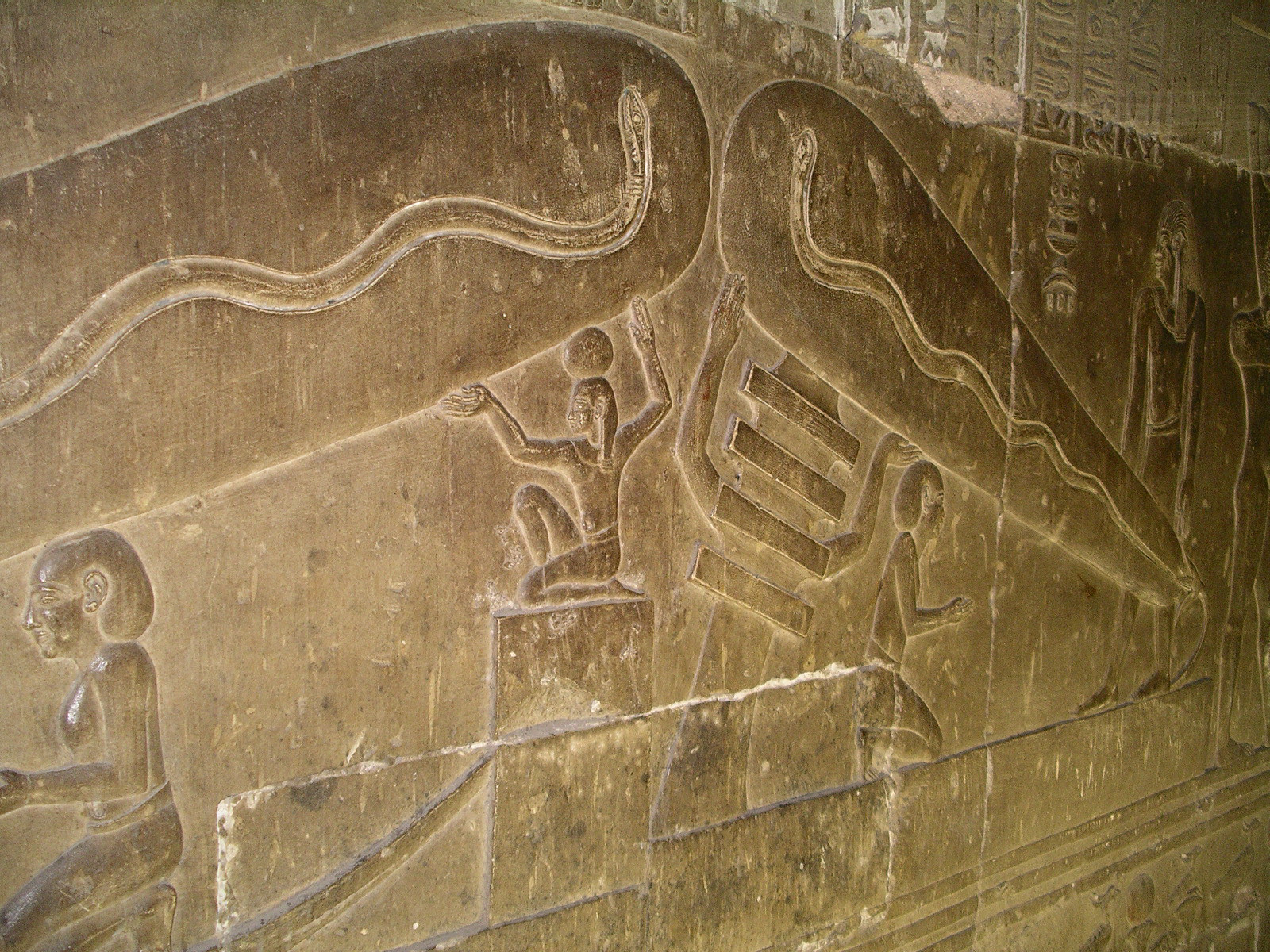
Vedere din stânga
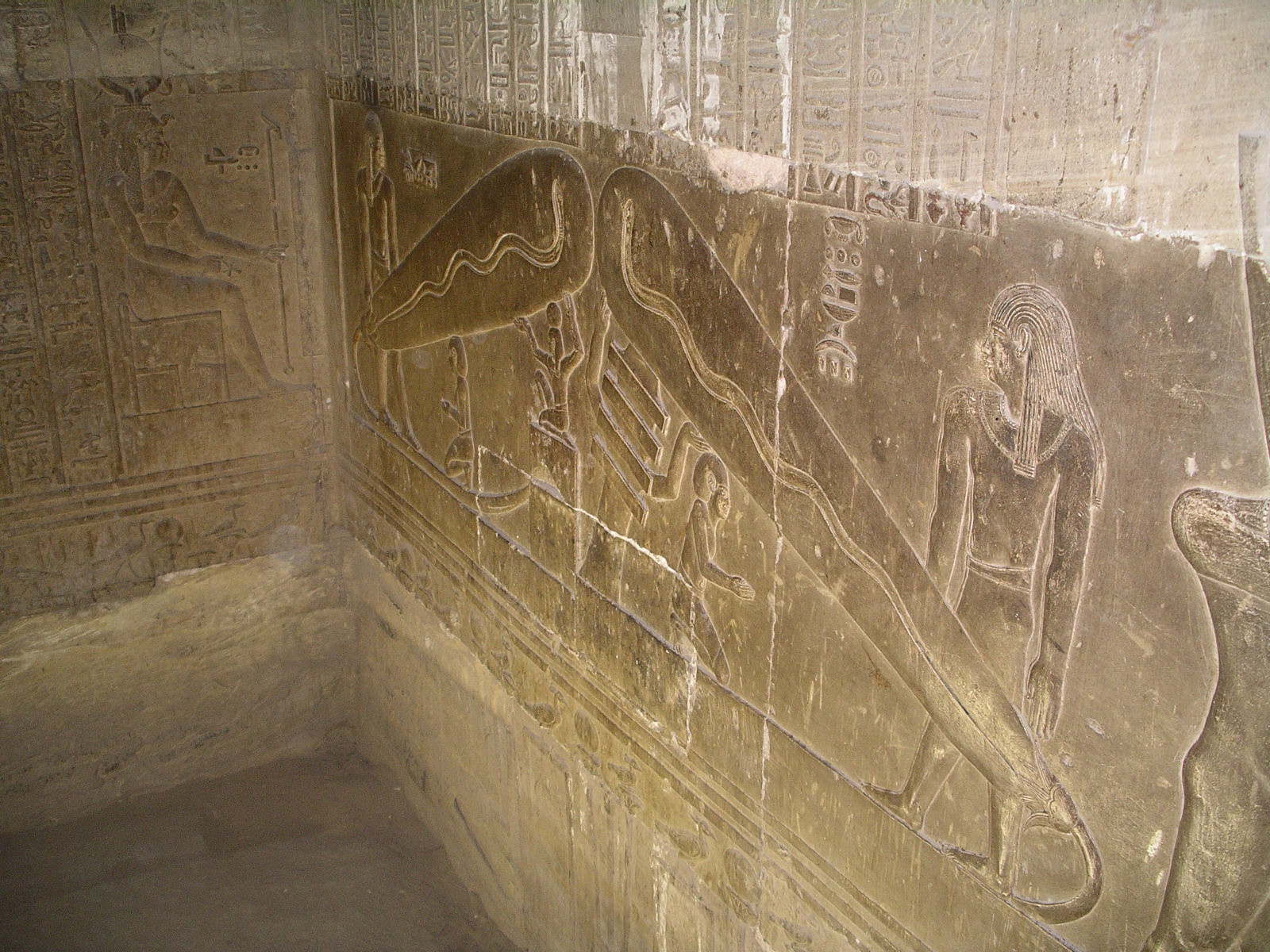
Vedere din dreapta. Reprezentare dublă pe peretele din dreapta.
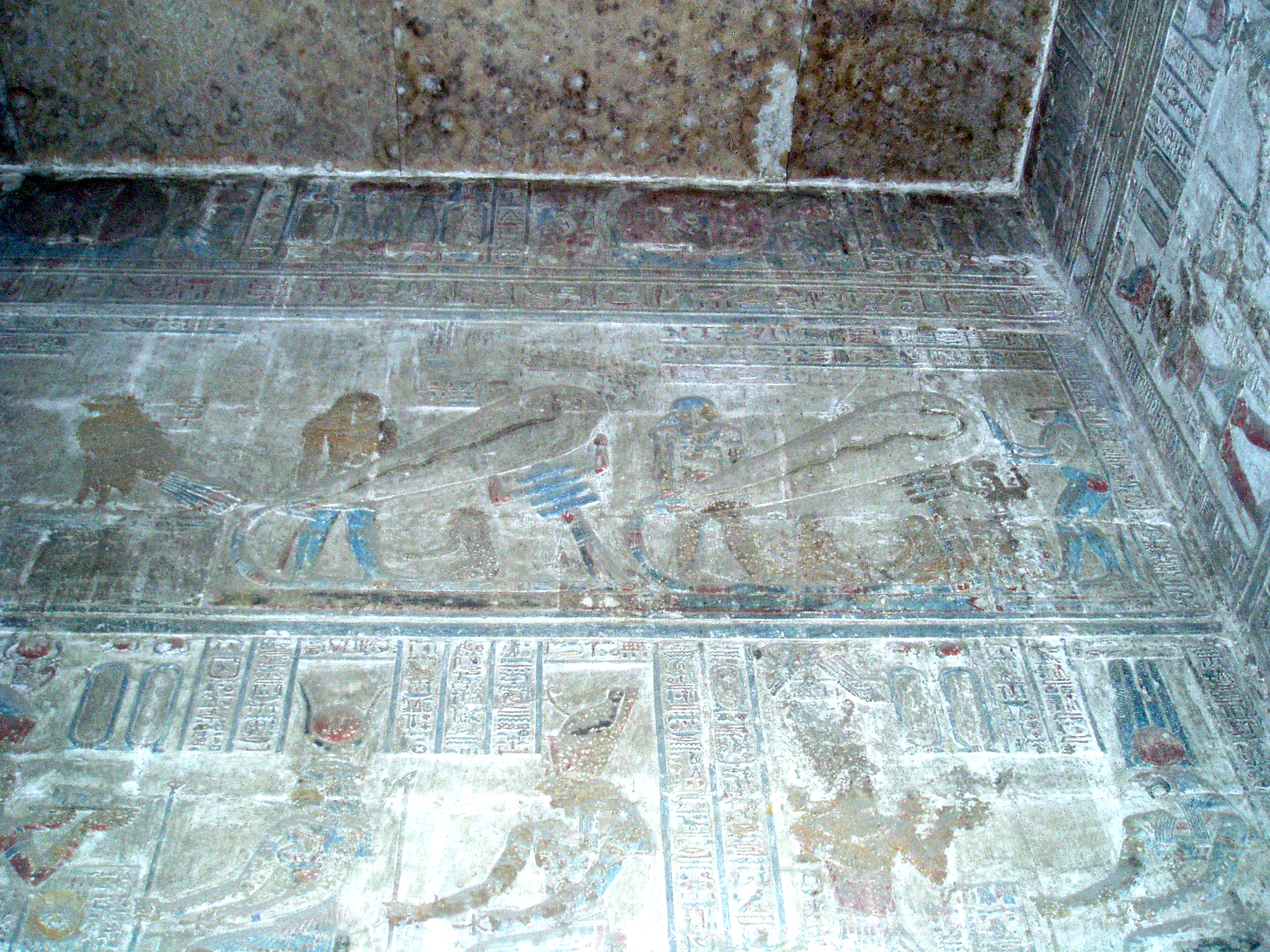
„Becurile” de la Dendera